# أرون جيفري
أرون جيفري (بالإنجليزية: Aaron Jeffery)‏ هو ممثل نيوزلندي وأسترالي، ولد في 25 أغسطس 1970 في نيوزيلندا.

## أعمال

### أفلام
- (2009)  وولفرين[4][5][6][7]

## وصلات خارجية
- أرون جيفري على موقع IMDb (الإنجليزية)
- أرون جيفري على موقع روتن توميتوز (الإنجليزية)
- أرون جيفري على موقع ألو سيني (الفرنسية)
- أرون جيفري على موقع أول موفي (الإنجليزية)
- أرون جيفري على موقع قاعدة بيانات الأفلام السويدية (السويدية)
- أرون جيفري على موقع قاعدة بيانات الفيلم (الإنجليزية)
- أرون جيفري على موقع كينوبويسك (الروسية)